# Ai to Makoto
Ai to Makoto è un film del 2012 diretto da Takashi Miike e tratto dalla serie manga omonima di Ikki Kajiwara e Takumi Nagayasu. È stato presentato in anteprima al Festival di Cannes il 21 maggio 2012, dove è stato presentato fuori concorso.

## Trama
Il film inizia con un breve prologo animato ambientato nel 1961 nel quale la piccola Ai Saotome, membro di una rispettata famiglia di Tokyo, scia giù da una collina innevata e va a schiantarsi contro il giovane Makoto Taiga.
Undici anni dopo la liceale Ai assiste ad uno scontro tra gang rivali: un ragazzo con una cicatrice sulla fronte sconfigge da solo una banda di teppisti locali. Il ragazzo in questione è Makoto, il bambino contro il quale andò a scontrarsi da bambina e al quale ha provocato la ferita che gli deturpa il viso. Sentendosi in qualche modo responsabile della condotta da teppista del ragazzo, la ragazza decide di voler riportarlo sulla retta via, e convincere suo padre a mantenerlo agli studi presso la Aobadai Prep School, la scuola che frequenta la ragazza. Tuttavia anche lì Makoto non perde occasione per mettersi nei guai. La scuola decide quindi di trasferirlo in un altro istituto, la Hanozo Trade School, dove il giovane si scontra fin da subito con la gang della scuola. Ai, decisa a tutto pur di aiutare il giovane, si trasferisce anch'essa nella sua scuola.

## Produzione
Le riprese, tenutesi dal 5 luglio all'agosto 2011, si sono svolte nelle località giapponesi di Odawara, Shibuyaku, Shinjuku, Tochigi e Toshima.

## Accoglienza
The Hollywood Reporter ha dato al film una recensione moderatamente negativa, definendolo eccessivamente lungo e caratterizzando la coreografia e le canzoni come semplicistiche, sebbene lodando gli attori.
Allan Hunter di ScreenDaily.com ha scritto che "c'è solo così tanto divertimento da guardare le persone che vengono ripetutamente colpite alla testa o colpite all'infinito in faccia."
Il film detiene una media di 6,4/10 su IMDb.

## Riconoscimenti
- 2013 - Awards of the Japanese Academy
  - Nomination Miglior esordiente a Emi Takei
- 2013 - Kinema Junpo Awards
  - Miglior attrice non protagonista a Sakura Andō
- 2013 - Mainichi Film Concours
  - Miglior attrice non protagonista a Sakura Andō[8]